# Driebandrenvogel
De driebandrenvogel (Rhinoptilus cinctus) is een vogel uit de familie Glareolidae (renvogels en vorkstaartplevieren).

## Verspreiding en leefgebied
Deze soort komt voor in oostelijk en zuidoostelijk Afrika en telt vijf ondersoorten:
- R. c. mayaudi: Ethiopië en noordelijk Somalië.
- R. c. balsaci: zuidelijk Somalië en noordoostelijk Kenia.
- R. c. cinctus: zuidoostelijk Soedan en noordwestelijk Kenia.
- R. c. emini: zuidelijk Kenia, Tanzania en noordelijk Zambia.
- R. c. seebohmi: van zuidelijk Angola en noordelijk Namibië tot Zimbabwe en noordelijk Zuid-Afrika.